# 高山神社 (太田市)
高山神社（たかやまじんじゃ）は、群馬県太田市本町にある神社。江戸時代の尊皇家・高山彦九郎を祭神として祀る。旧社格は県社。

## 歴史
高山彦九郎を祭神とする神社建立の最初の動きは、明治元年（1868年）、橋本多賀之助（幕末期に新田官軍の中核として活動し、維新後は太政官に出仕した人物）が新田・高山両神社造営の建白書を太政官に提出したことである。
明治6年（1873年）に県の許可を得て高山彦九郎の生誕地細谷村に石祠が設けられた。
明治11年（1878年）3月15日、内務卿から「高山神社」の社号公称許可を受けた。宮内省、各宮家、一般から寄付金を得て、金山丘陵の支脈の小丘である天神山中腹に社殿を造営し、明治12年（1879年）11月15日に鎮座祭を行った。
明治13年（1880年）3月22日、県社に列格。
昭和7年（1932年）3月に社地を拡張し、現在地の山頂に新社殿を建築して遷座された。
平成26年（2014年）12月30日に放火で拝殿と本殿が全焼。平成28年（2016年）10月に前橋地方裁判所は非現住建造物等放火罪などで犯人に懲役12年の判決を下した。